# Anna Clarénová

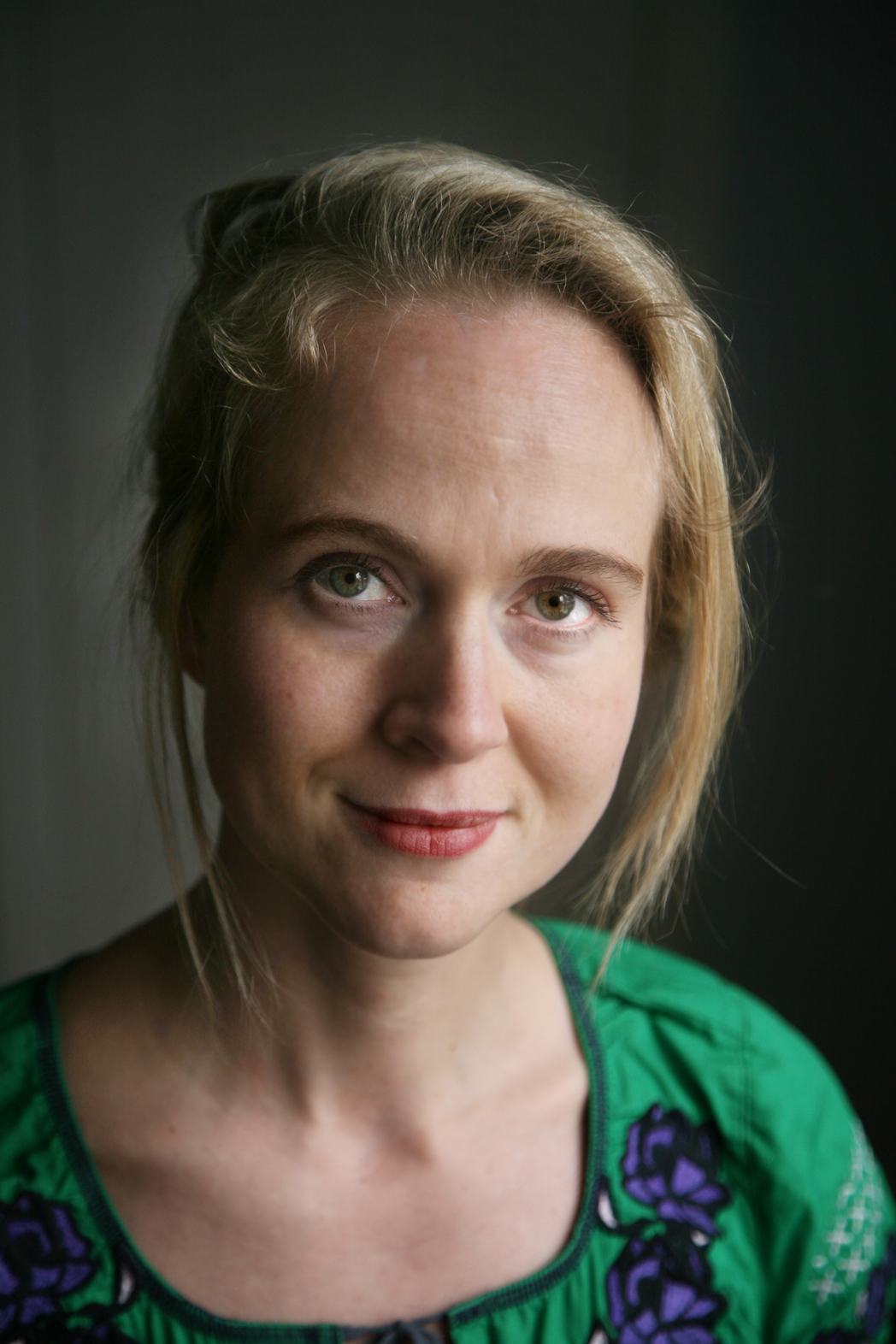
Anna Clarénová, 2009

Anna Clarénová (nepřechýleně Anna Clarén; *	8. června 1972) je švédská fotografka a pedagožka. Její cyklus Holding (2006) vyhrál Švédskou cenu za fotografickou publikaci. Měla samostatné výstavy v The House of Culture a Fotografiska ve Stockholmu a v Musée des Beaux-Arts de Caen ve Francii. Autorčina práce je uložena ve sbírce Moderna Museet ve Stockholmu. Vede Severskou fotografickou školu (Nordens Folkhögskola Biskops-Arnö).

## Životopis
Clarénová se narodila v roce 1972 ve Valje ve Švédsku a vyrostla v Lundu ve Scanii.
Studovala fotožurnalistiku v letech 1994 až 1996 na Nordens Folkhögskola Biskops-Arnö ve Švédsku.
Clarénová pracovala jako fotografka od roku 1997, mimo jiné jako novinářská fotografka pro Aftonbladet a Icakuriren a pracovala pro časopisy a knihy. Nyní vede Nordens Folkhögskola Biskops-Arnö, kde je od roku 2006 hlavní lektorkou.
Holding (2006) je vizuální deník vytvořený během čtyř měsíců, který „zobrazuje lidi a místa v bezprostředním okolí Clarénové“. Je obsažena v Parrově a Badgerově knize The Photobook: A History, Volume III,, kde je popsána jako obsahující „portréty, interiéry, zátiší a krajiny – které dohromady tvoří tajemný příběh. Styl je rozptýlený a obrazy jsou vysoce klíčové, v barvách a často s modrým nádechem, vyprávění se prodírá starými vzpomínkami nebo je snem.“
S cyklem Close to Home (2013) Clarénová „zdokumentovala, své těhotenství, své děti, lidi a okolí blízko svého domova“.
Sérii Když se všechno změnilo (2018) fotografovala od okamžiku, kdy bylo jejímu třetímu dítěti diagnostikován autismus; „potom sledujeme rodinu a zahlédneme různé způsoby, jak situaci řeší“, od roku 2013 do roku 2017.

## Publikace
- Holding. Sweden: Journal, 2006. ISBN 978-9197577045.[13]
- Puppy Love. Sweden: Journal, 2009. ISBN 978-9197762564
- Close to Home. Stockholm: Max Ström, 2013. ISBN 978-9171262677[14][15]
- När allt förändrades / When Everything Changed[16]
  - När allt förändrades. Stockholm: Max Ström, 2018. ISBN 978-91-7126-441-1
  - When Everything Changed. Stockholm: Max Ström, 2018. ISBN 9789171264428

## Výstavy

### Samostatné výstavy
- Holding, Musée des Beaux-Arts de Caen, Caen, Francie, 2008/9[5]
- Holding, Dům kultury, Stockholm, Švédsko, 2008[7]
- Když se všechno změnilo, Fotografiska, Stockholm, Švédsko, 2018[17]

### Skupinové výstavy
- A Way of Life: Swedish Photography from Christer Strömholm to Today, Moderna Museet Malmö, Malmö, Švédsko, 2014;[18] Muzeum moderny, Stockholm, Švédsko, 2014/15.[19] S tvorbou autorů jako byli například: Christer Strömholm, Clarén, Martin Bogren, J. H. Engström, Kenneth Gustavsson, Gerry Johansson, Tuija Lindströmová, Anders Petersen, Inta Ruka, Gunnar Smoliansky, Lars Tunbjörk a další.

## Ocenění
- 2006: Fotokniha Holding vyhrála Švédskou cenu za fotografickou publikaci od Švédské asociace profesionálních fotografů[7]

## Sbírky
Práce autorky se nachází v této veřejné sbírce :
- Muzeum moderny, Stockholm, Švédsko: 12 výtisků (stav k srpnu 2021)[6]